# Clambus bornemisszai
Clambus bornemisszai is een keversoort uit de familie oprolkogeltjes (Clambidae). De wetenschappelijke naam van de soort werd in 1990 gepubliceerd door Sebastian Endrödy-Younga.